# Dentella pulvinata
Dentella pulvinata är en måreväxtart som beskrevs av Airy Shaw. Dentella pulvinata ingår i släktet Dentella och familjen måreväxter. Inga underarter finns listade i Catalogue of Life.